# Buzz (Ryanair)
Pour les articles homonymes, voir Buzz.

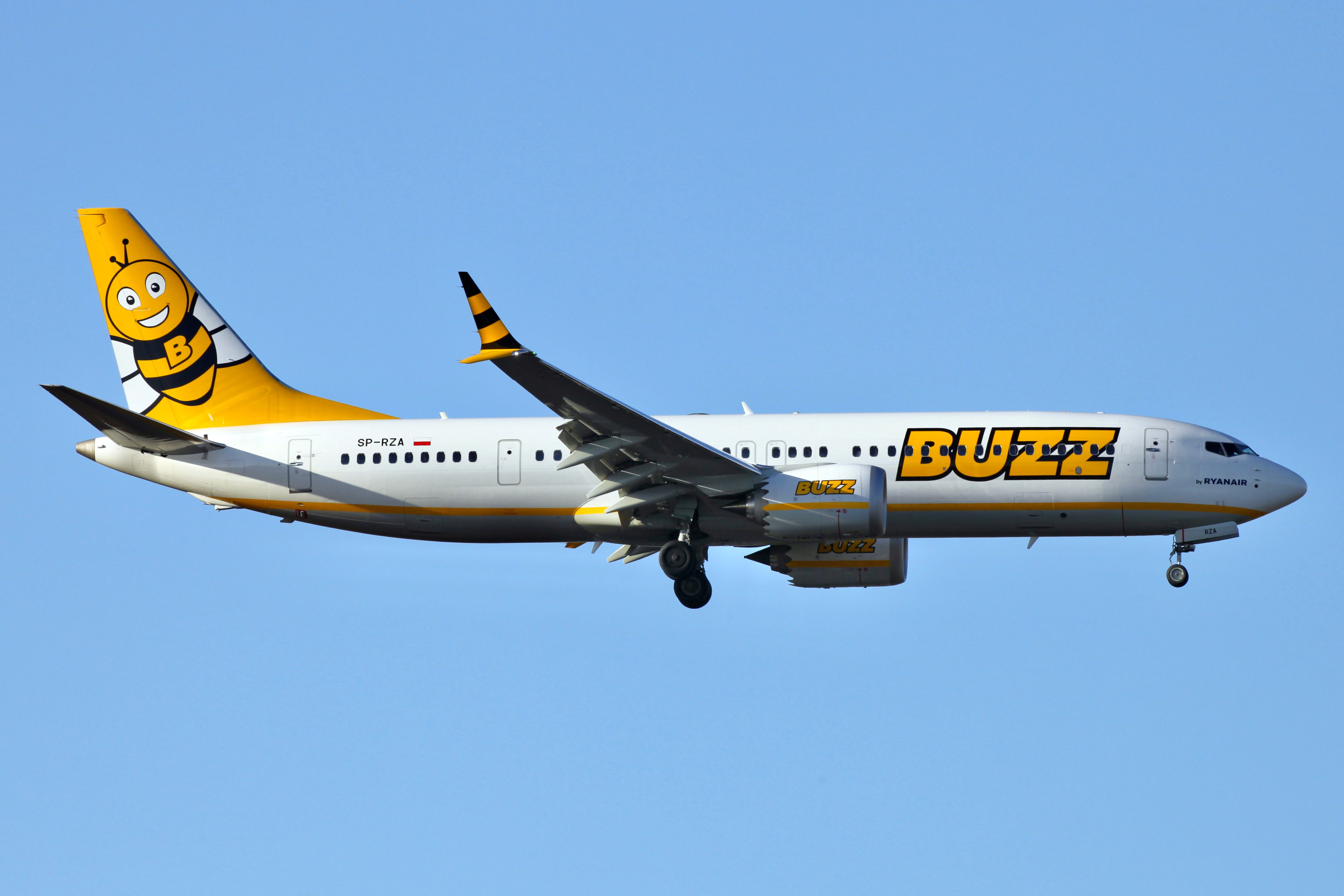
Un Boeing 737 MAX 8-200 de Buzz.

Logo de l'ancienne compagnie Ryanair Sun devenue Buzz.

Buzz est une compagnie aérienne polonaise  créée en 2018 et basée à Varsovie.
Anciennement appelée Ryanair Sun, elle est une filiale de la compagnie aérienne irlandaise Ryanair Holdings et une compagnie aérienne sœur de Ryanair DAC, Ryanair UK, Malta Air et Lauda.
Créée en 2017 et initialement positionnée comme une compagnie aérienne charter sans aucun service régulier, Buzz assure des vols réguliers pour le compte de Ryanair, et des vols charters à part entière, hors de Pologne.
En mars 2019, Ryanair a annoncé que Ryanair Sun serait rebaptisé Buzz à l'automne 2019,. Buzz a commencé ses activités en janvier 2020.

## Histoire

### Débuts en tant que compagnie charter
Le 3 avril 2018, le transporteur reçoit son certificat d'exploitant aérien délivré par l' autorité polonaise de l'aviation civile. La compagnie commence ses opérations le 23 avril 2018 et le premier vol a lieu le 26 avril 2018, sur la route de l' aéroport de Poznań – Ławica à l'aéroport international de Zakynthos . À Poznań et Wroclaw, le transporteur utilisera l'infrastructure des bases déjà existantes, tandis qu'à Katowice et Varsovie de nouvelles bases sont créées.
Cinq avions de la flotte Ryanair Sun recevront des numéros d'immatriculation polonais. Au cours de l'été 2018, Ryanair Sun exploitait un Boeing 737-800 immatriculé SP-RSA. L'avion était utilisé sur des vols charters au départ de Varsovie-Chopin.

### Opérations pour le compte de Ryanair
En septembre 2018, Ryanair annonce la fermeture de ses bases polonaises avant le 1er janvier 2019. Les opérations devaient être transférées à la filiale Ryanair Sun et opèrera pour le compte de sa société mère Ryanair.
Fin octobre 2018, le seul avion de Ryanair Sun immatriculé SP-RSA a cessé ses opérations d'affrètement au départ de Varsovie Chopin. L'avion a par la suite remplacé la capacité de la ligne principale de Ryanair au départ de Varsovie Modlin, exploitant désormais des services réguliers pour le compte de sa société mère.
À partir de novembre 2018, plusieurs anciens Boeing 737 exploités par Ryanair sont transférés à Ryanair Sun et immatriculés en Pologne et désormais exploités pour le compte de ses sociétés mères, des vols réguliers au départ de la Pologne.

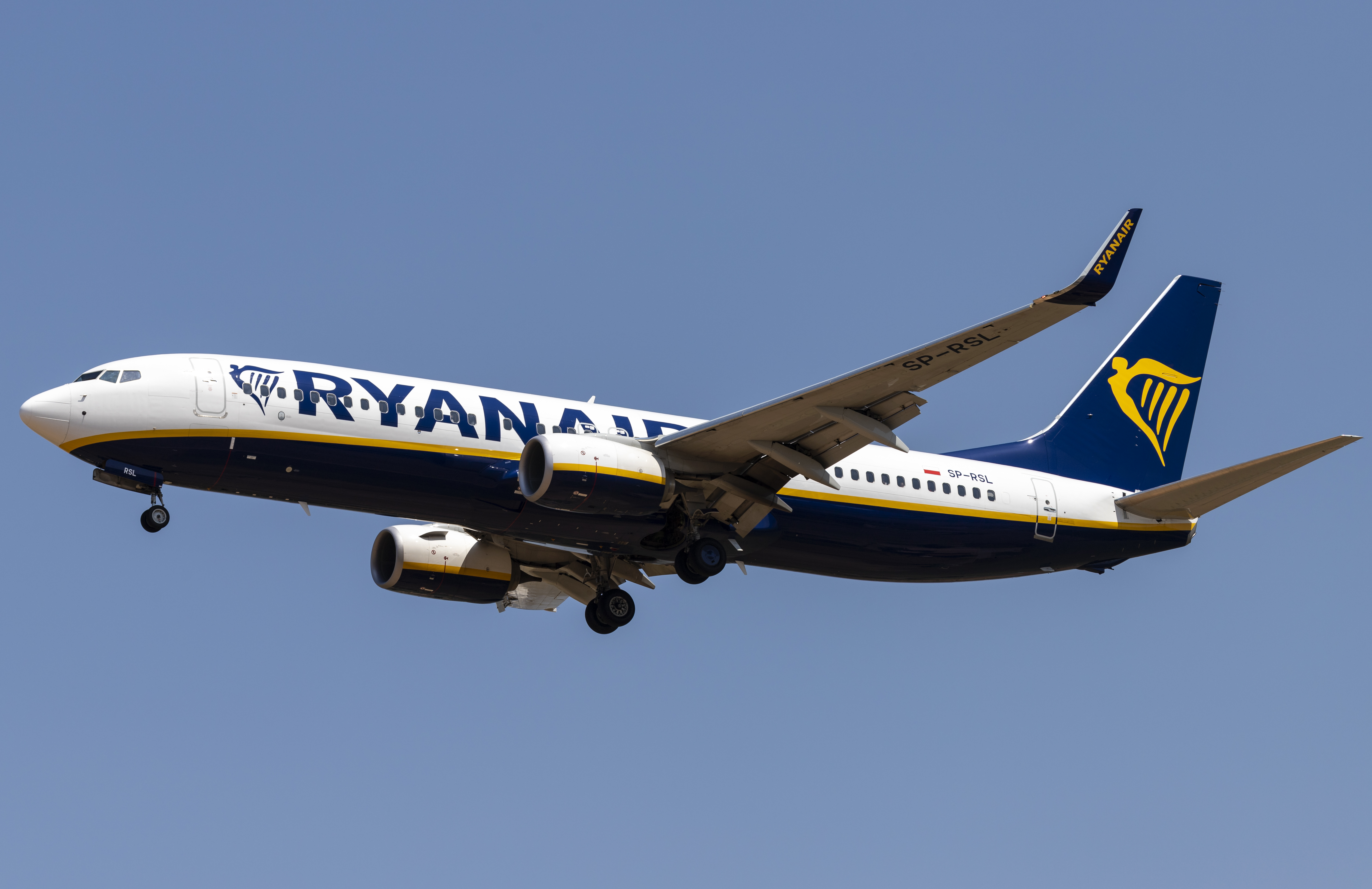
Boeing 737 de Buzz. Étant donné que Ryanair et Ryanair Sun ornent les mêmes livrées, la seule méthode pour différencier Sun de l'avion principal est via l'immatriculation, qui, si elle suit le format «SP-...», désigne un avion immatriculé en Pologne.

### Rebranding en Buzz
En mars 2019, Ryanair annonce que sa filiale Ryanair Sun serait rebaptisée Buzz à l'automne 2019.
Ryanair reprend ainsi le nom Buzz, qui était le nom de la compagnie aérienne britannique à bas prix "Buzz" que Ryanair avait achetée au groupe KLM et plus particulièrement à sa fililale KLM Uk en avril 2003.
Buzz continuera à exploiter des vols réguliers et charters à partir de ses bases en Pologne, en République tchèque et en Bulgarie. Elle vise à étendre sa flotte de 17 Boeing 737-800 à 25 d'ici l'été 2019. Une nouvelle livrée et un nouveau logo sont mis en place.

## Flotte
En avril 2025, la flotte de Buzz est constituée des avions suivants :
| Appareil           | En service | Commande | Passagers | Remarques |
| ------------------ | ---------- | -------- | --------- | --------- |
| Boeing 737-700     | 1          | —        | 148       |           |
| Boeing 737-800     | 58         | —        | 189       |           |
| Boeing 737 MAX 200 | 17         | —        | 197       |           |
| Total              | 76         | —        |           |           |

## Voir également